# Regionaler Naturpark Thal
Der Regionale Naturpark Thal ist ein Park von nationaler Bedeutung im gleichnamigen Solothurner Bezirk. Er zeichnet sich aus durch eine landwirtschaftlich geprägte sanfte Juralandschaft.

## Lage
Der Regionale Naturpark Thal umfasst den ganzen Bezirk Thal im Kanton Solothurn. Damit liegen folgende Gemeinden in ihm: Welschenrohr-Gänsbrunnen, Herbetswil, Aedermannsdorf, Matzendorf, Laupersdorf, Balsthal, Mümliswil-Ramiswil und Holderbank.

## Ziele des Naturparks
Der Regionale Naturpark Thal bezweckt den Erhalt der intakten Naturlandschaft und die Förderung der regionalen Wirtschaft.

## Naturwerte
Der Regionale Naturpark Thal zeichnet sich aus durch eine verhältnismässig sanfte Landschaft des östlichen Kettenjuras. Typisch für diese Landschaftsform sind etwa Klusen und verschiedene Waldformen (u. a. Buchenwälder, Tannen-Buchen-Wälder, Kiefernwälder). Die Landwirtschaft auf den Jurahöhen ist geprägt durch eine extensive Weidewirtschaft von Rindvieh und weist damit wertvolle Wiesenlebensräume auf (Trockenwiesen). Nur der Talboden zwischen Balsthal und Herbetswil wird mehrheitlich ackerbaulich bewirtschaftet.
Mehrere Fliessgewässer liegen innerhalb des Naturparks. Nennenswert ist v. a. die Dünnern, deren obere Hälfte den Naturpark durchfliesst. Ihr grösster Zufluss, der Augstbach, liegt ebenfalls im Naturpark. In diesem Gewässersystem leben Bachforellen und Groppen, von den Vögeln nutzt etwa die Wasseramsel diese Gewässer. Besonders die Oberläufe der Gewässer sind weitgehend unverbaut und weisen eine naturnahe Ökomorphologie auf.
Der Naturpark ist ein wichtiges Habitat für verschiedene Vogelarten. Auf dem Subigerberg oberhalb von Gänsbrunnen befindet sich eine Vogelberingungsstation, dort befindet sich eine wichtige Route für Zugvögel. In den grossen Wäldern des Naturparks leben verschiedene seltene Waldvögel, etwa Uhus und Waldschnepfen. Möglicherweise gibt es noch einige wenige Auerhühner. Die weiten, offenen Höhenzüge v. a. im nördlichen Parkgebiet bieten einen Lebensraum für einige Vogelarten der offenen Landschaft, etwa für die Heidelerche. Die grossen Weiden sind wegen ihres Reichtums an Mäusen für mehrere Greifvogelarten ebenfalls wichtige Lebensräume.
Viele Säugetierarten leben im Parkgebiet. So kommen etwa verschiedene Fledermausarten vor. Das Reh ist im ganzen Park häufig anzutreffen. Entlang der Felsbänder in den Höhenzügen leben mehrere Gämskolonien. Rehe und Gämsen werden vom Luchs gejagt, der im Naturpark hohe Bestandsdichten erreicht. Auch Wildschweine sind häufig, aber kaum zu sehen. Erst vereinzelt kommen Rothirsche vor. Räuberische Kleinsäuger wie Füchse, Dachse und Baummarder kommen häufig vor, andere wie das Hermelin eher seltener. 

### Wiederansiedlung von Wisenten

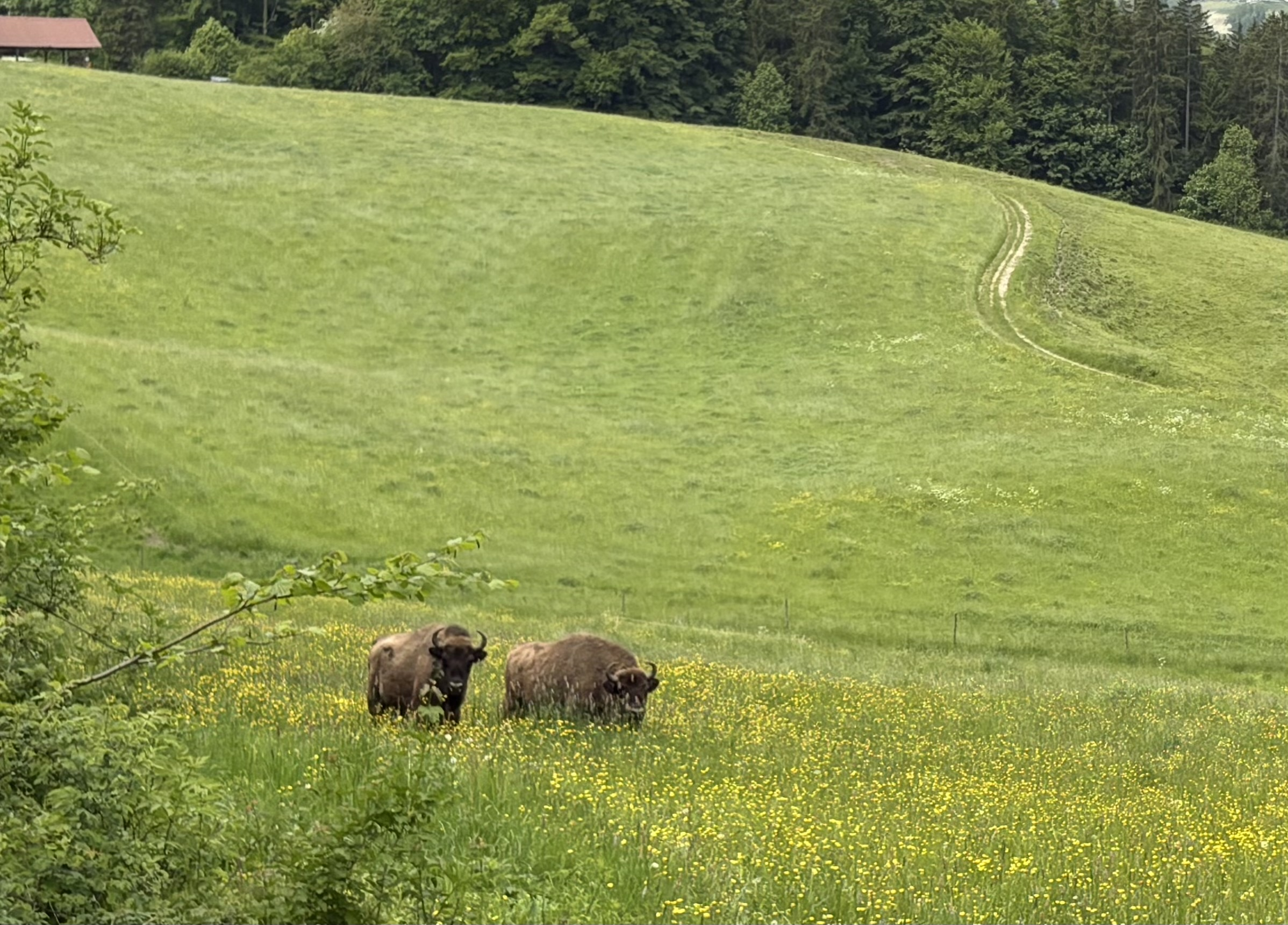
Weidende Wisentkühe

Ein Projekt zur Wiederansiedelung von Wisenten, die bis zu ihrer Ausrottung vor einigen Jahrhunderten auch in der Gegend der heutigen Schweiz heimisch waren, war schon lange im Gespräch. Anfang 2020 wurde der Bau eines Zauns um ein 50 ha grosses  Areal südöstlich des Dorfes Welschenrohr genehmigt, im Herbst 2022 kamen die ersten Wisente vom Wildnispark Zürich nach Welschenrohr.
Inzwischen ist die Herde von fünf auf zehn Tiere angewachsen; 2023 wurden zwei Kälber und 2024 drei Kälber geboren. Die Fläche des Geheges wurde von 50 ha auf 100 ha vergrössert. Mit dieser überwachten und betreuten Herde bis maximal 25 Tieren soll während rund zehn Jahren untersucht werden, ob Wisente frei im Jura leben könnten.  Untersucht werden Nahrungswahl, Verhalten der Herde gegenüber Menschen, Vieh und Einrichtungen. Allfällige Wildschäden oder Mehraufwände werden dokumentiert und den Geschädigten abgegolten.
Die Kommunikation im Park verläuft über den Wisent-Ranger, der Bauer des Gehöfts Sollmatt, das unmittelbar neben dem Gehege liegt. Er gibt Auskunft, berät und hilft Besuchern, ist gut erreichbar und schnell am Ort des Geschehens. Der Wildnispark Zürich stellte die Herde in Absprache mit dem Europäischen Erhaltungszuchtprogramm EEP zusammen. Damit sind die Tiere ein wichtiger Teil dieses Programms, das das Überleben dieser bedrohten Tierart sicherstellt. Durch eine Zusammenarbeit mit der Organisation «European Bison Friends Society» ist eine optimale Einbettung des Projektes «Wisent Thal» in die europäischen Projekte zur Erhaltung des Wisents gewährleistet.

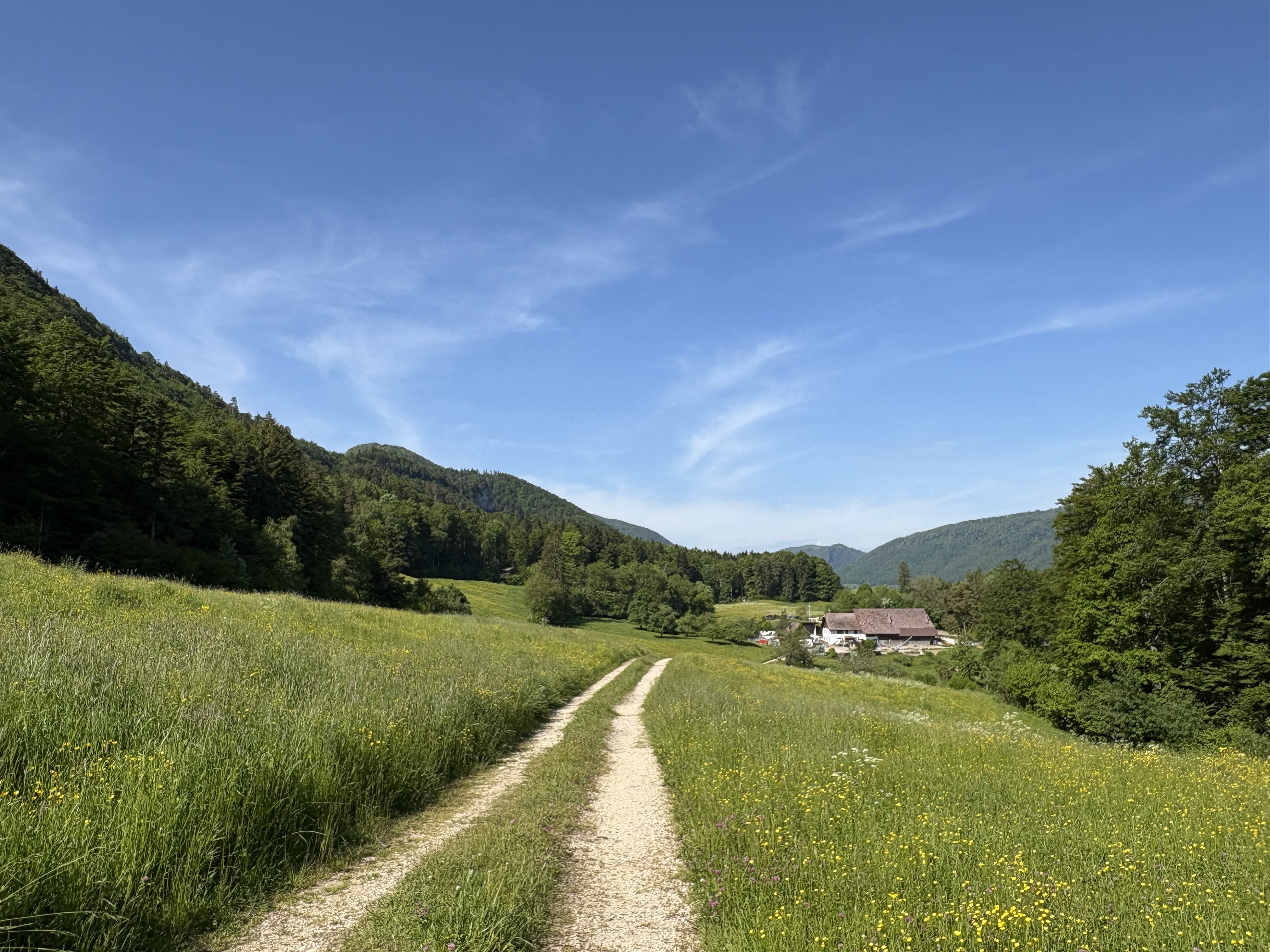
Gehöft Sollmann
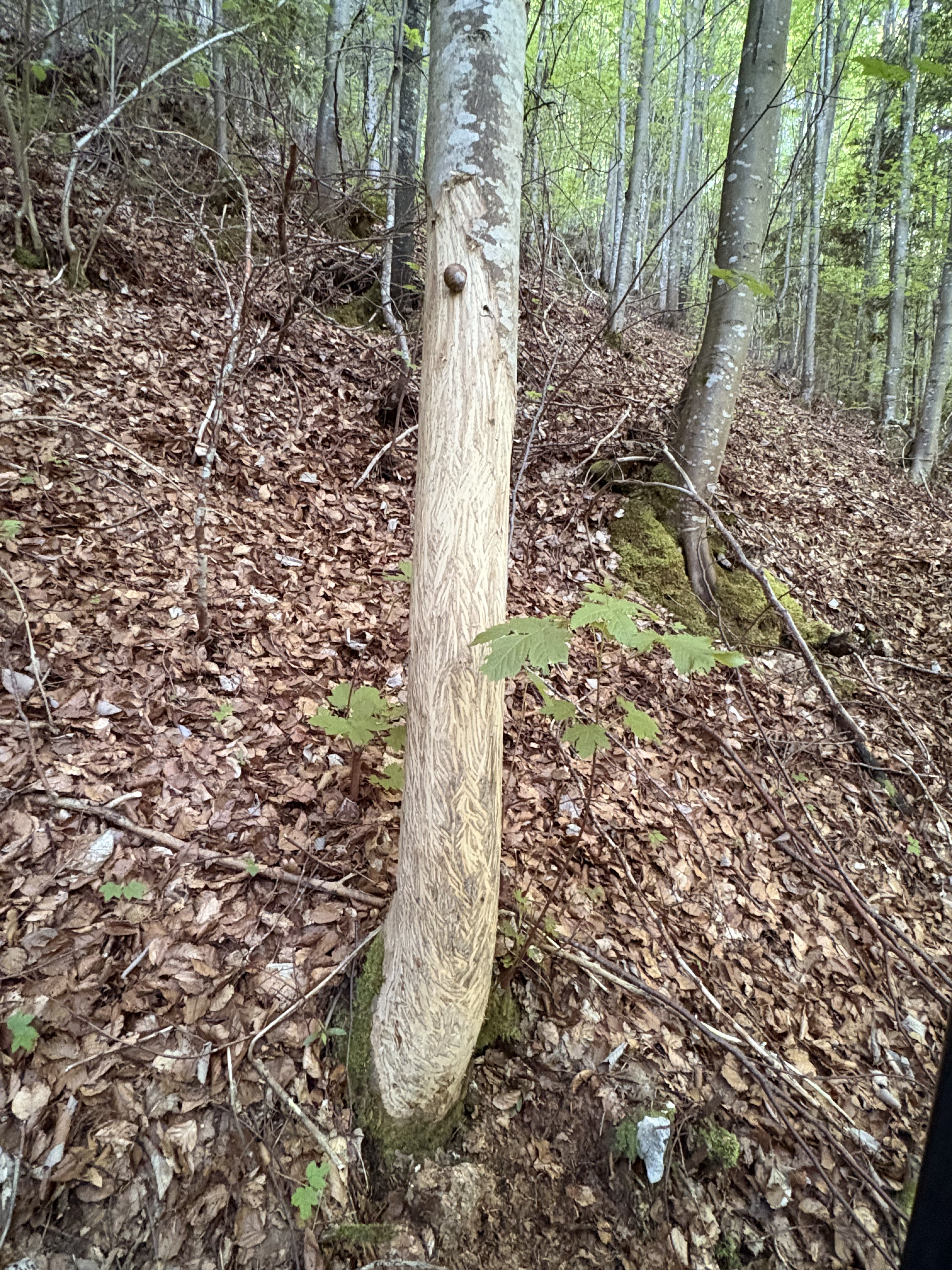
Abgeschabter Baum
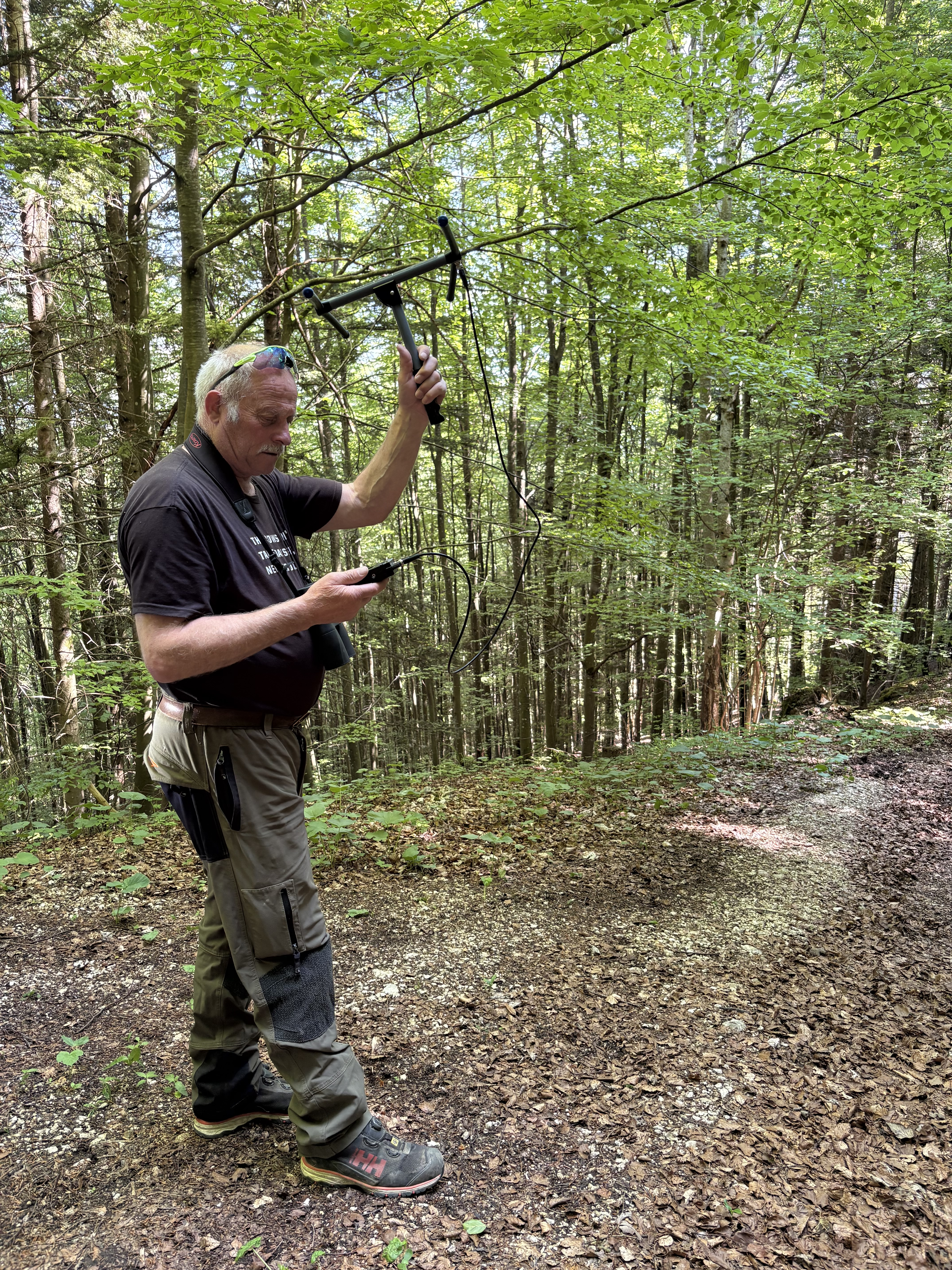
Ranger mit Telemetrie
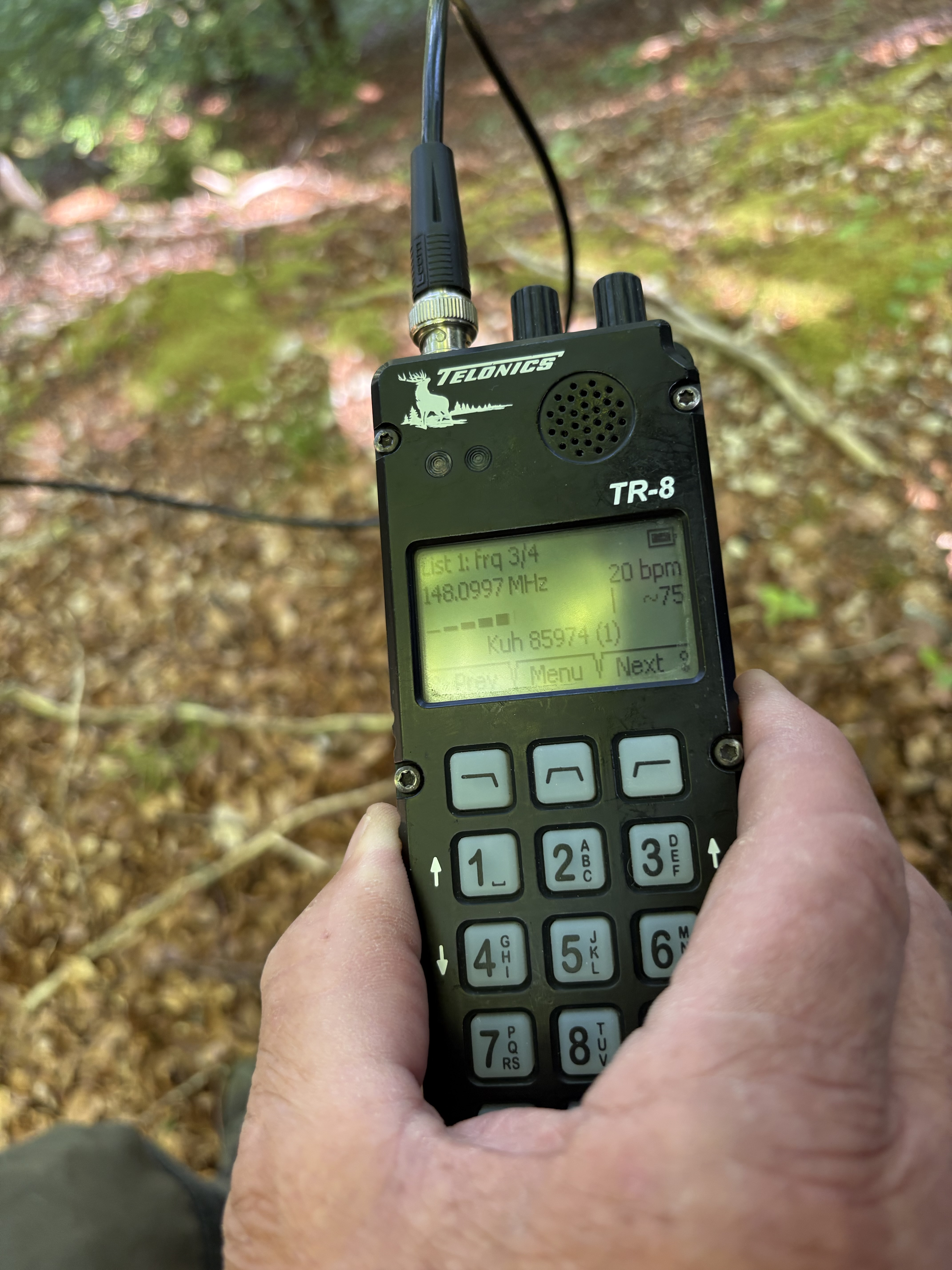
Anzeigegerät
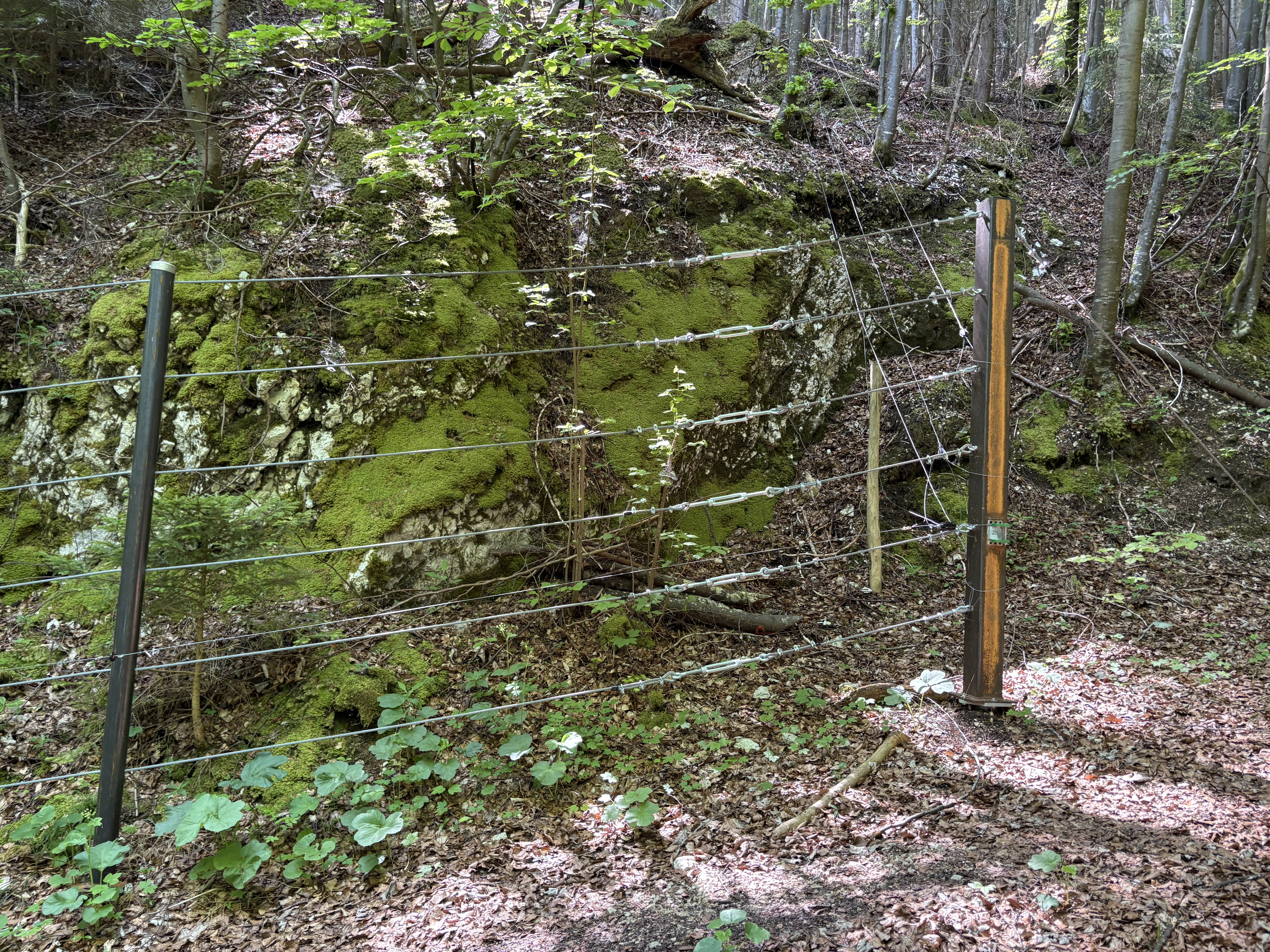
Drahtzaun

## Landschaften von nationaler Bedeutung
Gemäss Artikel 5 des Bundesgesetzes über den Natur- und Heimatschutz führt die Schweiz ein Bundesinventar der Landschaften und Naturdenkmäler von nationaler Bedeutung. Drei solche Gebiete liegen teilweise im Regionalen Naturpark Thal:
- Nr. 1010, Bezeichnung: Weissenstein, Teilgebiete der Naturpark-Gemeinden Gänsbrunnen, Welschenrohr und Herbetswil
- Nr. 1012, Bezeichnung: Belchen-Passwang-Gebiet, Teilgebiete der Naturpark-Gemeinden Holderbank und Mümliswil-Ramiswil
- Nr. 1020, Bezeichnung: Ravellenflue und Chluser Roggen bei Oensingen, Teilgebiete der Naturpark-Gemeinde Balsthal